# Óscar Ribera
Óscar Leandro Ribera Guzmán (Santa Cruz de la Sierra, 10 de febrero de 1992) es un futbolista boliviano. Juega como defensa y su equipo actual es Real Santa Cruz de la Primera División de Bolivia.

## Selección nacional
Disputó el Campeonato Sudamericano Sub-17 del año 2009 realizado en Chile con la Selección de fútbol sub-17 de Bolivia, jugó 7 partidos sin goles. También fue convocado por la selección absoluta para los partidos de las eliminatorias hacia Catar 2022 para los partidos contra Ecuador

## Clubes
| Club                    | País    | Año               |
| ----------------------- | ------- | ----------------- |
| Oriente Petrolero       | Bolivia | 2011 - 2012       |
| Universitario de Sucre  | Bolivia | 2012 - 2016       |
| Oriente Petrolero       | Bolivia | 2016 - 2017       |
| Bolívar                 | Bolivia | 2017              |
| Sport Boys Warnes       | Bolivia | 2018              |
| Oriente Petrolero       | Bolivia | 2019              |
| Bolívar                 | Bolivia | 2019 - 2020       |
| Blooming                | Bolivia | 2021              |
| The Strongest           | Bolivia | 2022              |
| Independiente Petrolero | Bolivia | 2022              |
| Blooming                | Bolivia | 2023              |
| Real Tomayapo           | Bolivia | 2023              |
| Real Santa Cruz         | Bolivia | 2024 - Actualidad |

## Palmarés
| Título           | Club                   | País    | Año           |
| ---------------- | ---------------------- | ------- | ------------- |
| Primera División | Universitario de Sucre | Bolivia | Clausura 2014 |
| Primera División | Bolívar                | Bolivia | Apertura 2017 |
| Primera División | Bolívar                | Bolivia | Clausura 2017 |